# Episodi di Wayne
La prima ed unica stagione di Wayne, di 10 episodi, viene pubblicata su Youtube Premium il 16 gennaio 2019. In Italia venne pubblicata in lingua originale con possibilità di aggiungere i sottotitoli in italiano.
| n° | Titolo originale                             | Titolo italiano                                       | Pubblicazione   |
| -- | -------------------------------------------- | ----------------------------------------------------- | --------------- |
| 1  | Chapter One: Get Some Then                   | Capitolo uno: Datti da fare                           | 16 gennaio 2019 |
| 2  | Chapter Two: No Priests                      | Capitolo due: Niente preti                            | 16 gennaio 2019 |
| 3  | Chapter Three: The Goddamned Beacon of Trust | Capitolo tre: Il maledetto faro della verità          | 16 gennaio 2019 |
| 4  | Chapter Four: Find Something Black to Wear   | Capitolo quattro: Trova qualcosa di nero da indossare | 16 gennaio 2019 |
| 5  | Chapter Five: Del                            | Capitolo cinque: Del                                  | 16 gennaio 2019 |
| 6  | Chapter Six: Who Even Are We Now?            | Capitolo sei: Chi siamo adesso?                       | 16 gennaio 2019 |
| 7  | Chapter Seven: It'll Last Forever            | Capitolo sette: Durerà per sempre                     | 16 gennaio 2019 |
| 8  | Chapter Eight: Musta Burned Like Hell        | Capitolo otto: Deve aver bruciato molto               | 16 gennaio 2019 |
| 9  | Chapter Nine: Thought We Was Friends         | Capitolo nove: Pensavo fossimo amici                  | 16 gennaio 2019 |
| 10 | Chapter Ten: Buckle The Fuck Up              | Capitolo dieci: Mettiti quella cazzo di cintura       | 16 gennaio 2019 |

## Capitolo uno: Datti da fare
- Titolo originale: Chapter One: Get Some Then
- Diretto da: Iain B. MacDonald
- Scritto da: Shawn Simmons

### Trama
Wayne, un adolescente violento di Brockton, Massachusetts, viene immediatamente attratto da Del, una ragazza che si presenta alla sua porta per vendergli dei biscotti. Mentre parla con Del, Wayne cade in un'imboscata del padre e dai fratelli maggiori di Del, dove lo picchiano brutalmente. Quando il padre di Wayne muore di cancro, Wayne brucia la sua casa con il cadavere di suo padre ancora dentro, poi va a casa di Del. Lui la invita a scappare in Florida con lui per recuperare la Pontiac Trans Am del 1979 di suo padre. Si scontra di nuovo con la sua famiglia, ma li combatte e strappa un pezzo del naso di suo padre con i denti.

## Capitolo due: Niente preti
- Titolo originale: Chapter Two: No Priests
- Diretto da: Steve Pink
- Scritto da: Shawn Simmons

### Trama
Del inizia ad avere dei dubbi su Wayne quando rivela che non sa dove stanno andando. Del compra un biglietto dell'autobus per Los Angeles come piano di riserva, dove litiga con una tossicodipendente di cocaina di nome Tracey, con cui alla fine stringe un legame. Convinto che Del lo abbia abbandonato, Wayne torna sconsolato al loro accampamento. Dopo aver parlato con due ragazzi che stavano cercando di rubare le sue cose, Wayne cerca di trovare Del con l'aiuto dei due ragazzi, ma viene rapito da Kyra e Jamie. Del e Tracey aiutano a salvare Wayne e continuano per la loro strada. Nel frattempo, il migliore amico di Wayne, il suo preside, il padre e i fratelli di Del, e due agenti di polizia di Brockton (il sergente Geller e l'agente Jay) sono partiti per inseguire Wayne e Del.

## Capitolo tre: Il maledetto faro della verità
- Titolo originale: Chapter Three: The Goddamned Beacon of Trust
- Diretto da: Steve Pink
- Scritto da: Rhett Reese e Paul Wernick

### Trama
Wayne e Del si rifugiano in un motel e presto vengono raggiunti da alcuni studenti universitari che si stanno godendo le vacanze di primavera. Dopo essere fuggiti dalla polizia locale, si rendono subito conto di essere stati derubati. Nel frattempo, Orlando convince il preside Cole ad aiutarlo a trovare Wayne dopo che Orlando si rende conto che la famiglia di Del potrebbe uccidere Wayne.